# 越秀山体育場
越秀山体育場(えつしゅうざんたいいくじょう、簡体字中国語: 越秀山体育场, 英: Yut Sau Shan Stadium)は、中国・広東省広州市にある競技場。主にサッカーの試合に用いられる。
また中国スーパーリーグ（中国超級聯賽、国内リーグ1部に相当）に所属した広州城足球倶楽部のホームスタジアムであった。
1950年に設立された。収容人数は35,000人。

## 歴史

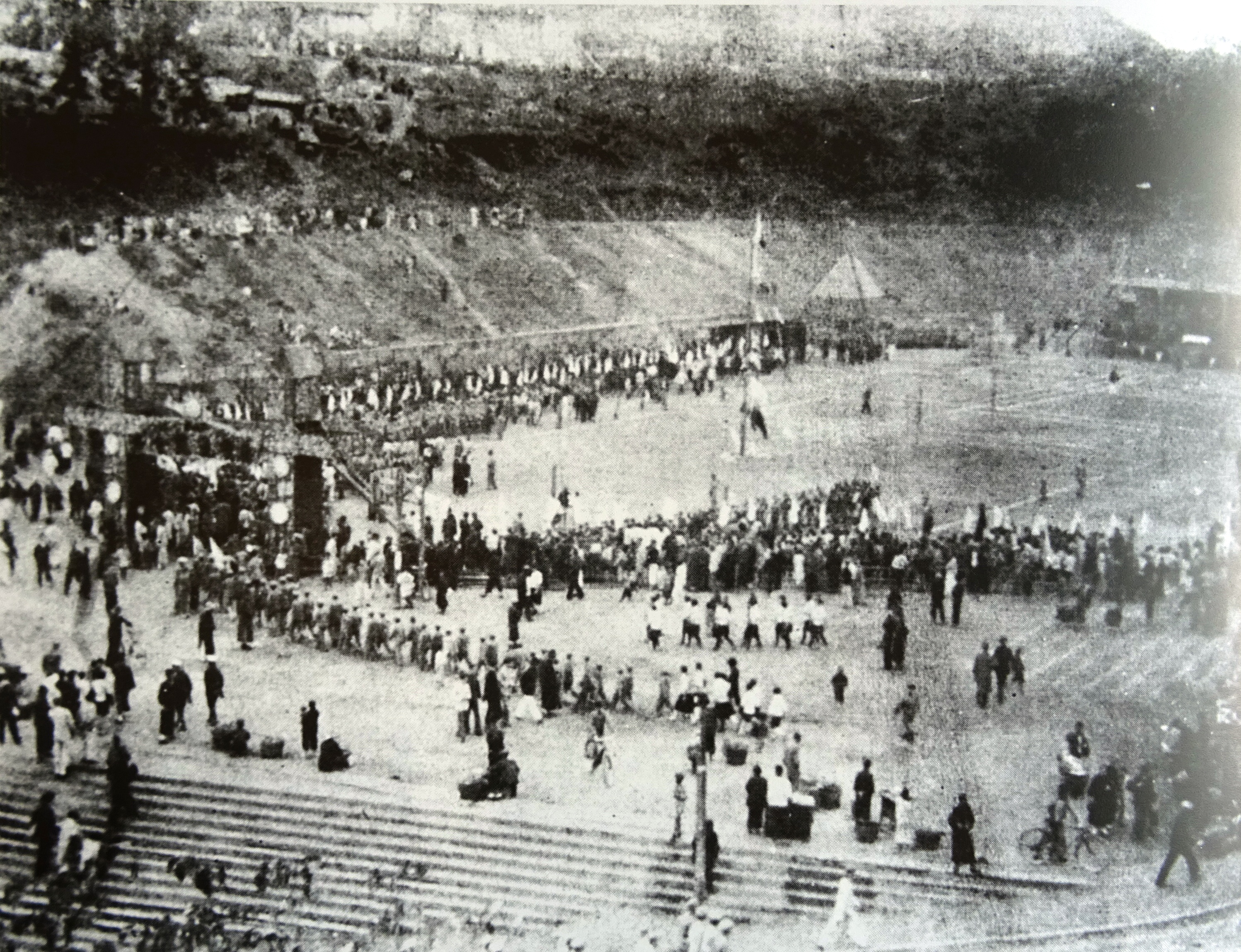
1930年代初期の粤秀山公共體育場

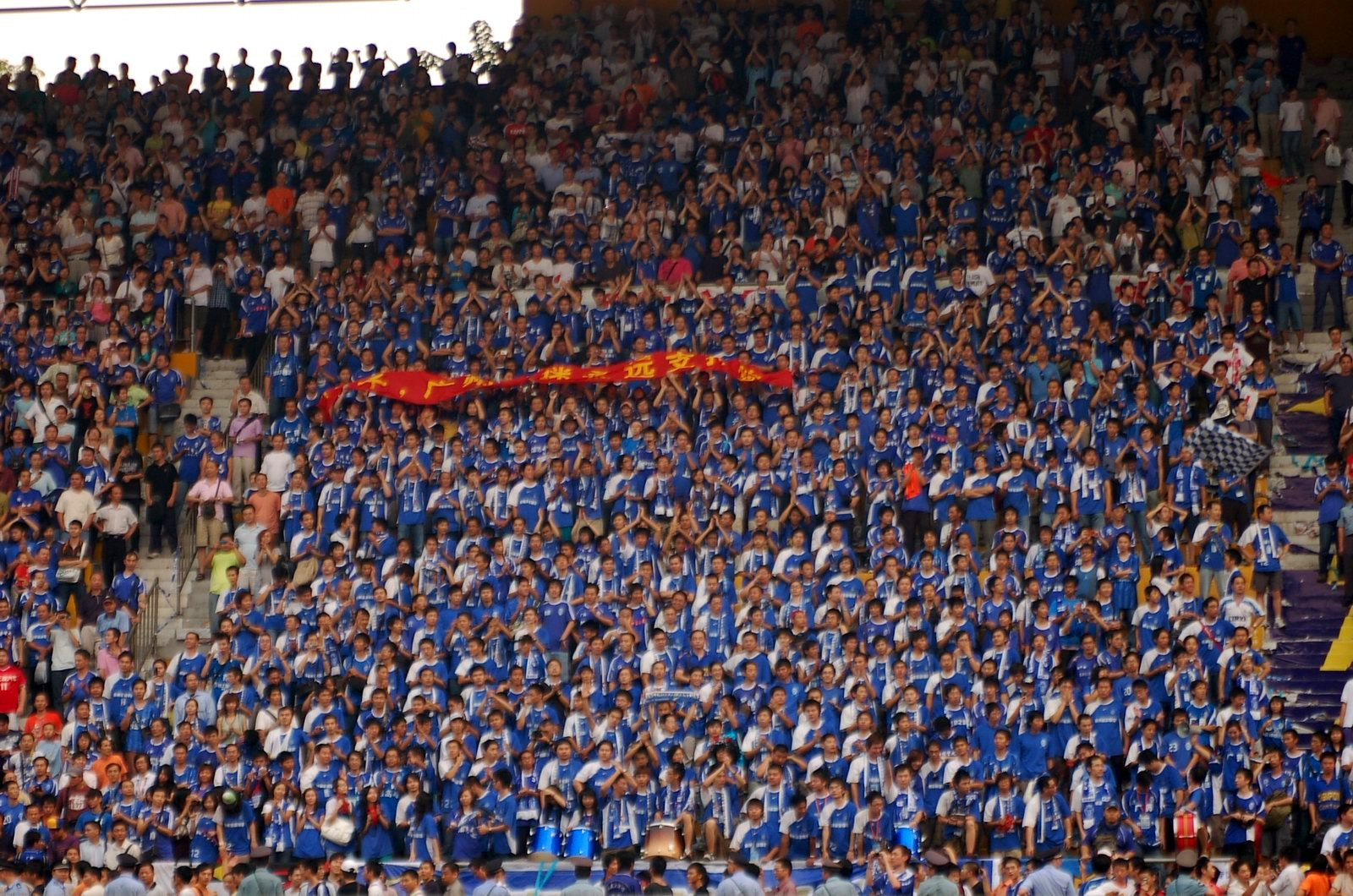
観客席の様子

清朝時代は弾薬庫であった。1926年以前に開館し「粤秀山公園運動場」と呼ばれていたが、当時はまだ泥の運動場で設備は比較的単純であった。 かつては観音山のサッカースタジアムと呼ばれることもあった。